# 高蔵寺浄水場
高蔵寺浄水場（こうぞうじじょうすいじょう、別名：愛知県企業庁高蔵寺浄水場）は愛知県春日井市高森台にある浄水場である。愛知用水水道事務所の尾張旭出張所が所管している。

## 概要
高蔵寺浄水場は、高蔵寺ニュータウンの開発に対応し、建設された。愛知用水から取水をし、1キロメートルほど離れた高蔵寺浄水場まで揚水し、薬品の注入・沈殿・ろ過・殺菌等の水処理を行っている。その後、尾張東部地域（高蔵寺ニュータウンと周辺地域・瀬戸市・尾張旭市）に給水する。

## 沿革
- 1965年（昭和40年） - 建設を開始[18]。
- 1968年（昭和43年）5月 - 給水を開始[18][24][25][26]。
- 2009年（平成21年）4月 - 運転管理業務を民間委託[26]。

## 給水量
※単位は立方メートル/日とする。
- 1968年5月 - 8800 立方メートル/日[18]
- 1973年2月 - 1万8800 立方メートル/日[18]
- 1978年7月 - 3万3500 立方メートル/日[18]
- 1979年8月 - 6万3900 立方メートル/日[18]
- 1983年4月 - 7万9100 立方メートル/日[18]
- 1986年4月 - 9万4300 立方メートル/日[18]

## 仕組み
出典：
1. 着水井
2. フロック形成池
3. 沈殿池
4. ろ過池
5. 塩素混和池
6. 浄水池

### 処理方式
出典：
- 急速ろ過
- 前塩素処理
- 中間塩素処理
- マンガン接触ろ過
- アルカリ剤処理